# Самородова Марія Аврамівна
Марія Аврамівна Самородова (19 червня 1929 — ?) — українська радянська діячка, новатор виробництва, слюсар-складальник Запорізького машинобудівного заводу Запорізької області. Депутат Верховної Ради УРСР 5—6-го скликань.

## Біографія
З 1950-х років — слюсар-складальник Запорізького машинобудівного заводу Запорізької області.
Потім — на пенсії у місті Запоріжжі.

## Нагороди
- ордени
- медалі